# Michel-Ange de La Chausse

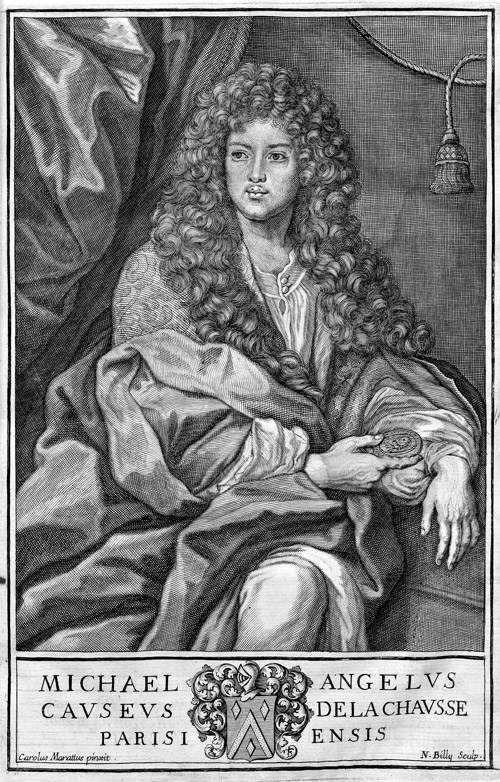
Michel-Ange de La Chausse in einem zeitgenössischen Kupferstich-Porträt von Carlo Maratta

Michel-Ange de La Chausse, auch latinisiert Michael Angelus Causeus und italienisch Michael Angelo Causeo, (* 1660 in Paris; † 21. Juni 1724 in Rom) war ein französischer Antiquar und Diplomat, der seinen Lebensmittelpunkt den Großteil seines Lebens in Italien hatte.

## Leben, Leistungen und Wirkung
Es ist heute nichts mehr über Kindheit, Schulzeit und die weitere Ausbildung von La Chausse bekannt. Er wird erst richtig fassbar, als er sich gegen Ende des 17. Jahrhunderts in Rom niedergelassen hatte, um sich dort ganz seinen antiquarischen Studien zu widmen. Nachdem der französische Konsul beim Kirchenstaat, Claude Voiret, 1705 verstorben war, wurde La Chausse sein Nachfolger. Der eigentliche Geschäftsträger als Botschafter und ab 1706 im Range eines französischen Ministers war Joseph-Emmanuel de La Trémoille. Ab 1708 trug er den Titel eines Ritters des Lazarus-Ordens. Um die französischen Botschafter und Minister am Heiligen Stuhl besser unterstützen zu können, wurde 1711 eigens durch ein Patent für La Chausse der Titel eines Kustos der konsularischen Archive geschaffen. Hier hatte er die Aufgabe, Dokumente und Informationen zu beschaffen, die den französischen Amtsträgern beim Umgang mit der römischen Kurie hilfreich waren. Darüber hinaus half er auch dabei, Kunstwerke und Artefakte für die königlichen Münz-, Inschriften- und Skulpturensammlungen zu beschaffen, zu verschicken und die anderen Amtsträger bei diesen Unternehmungen zu unterstützen.
La Chausse hatte selbst eine größere Sammlung aus Büchern, Handschriften, archäologischen Artefakten und anderen Kunstwerken zusammengetragen, wobei einigen Zeitgenossen vor allem bei einigen der Gemmen Zweifel an der Echtheit kamen. Damit die Sammlung nach seinem Tod nicht aufgelöst würde, vermachte er sie dem Pariser Antiquar und Sammler Pierre Crozat. Dennoch gelangten später einige Stücke, darunter vor allem Gemmen, in die Sammlung des Herzogs von Orléans. Daneben hinterließ er eine umfangreiche Korrespondenz mit verschiedenen Gelehrten seiner Zeit, darunter Joachim Legrand, Claude Nicaise und Pierre-Joseph de Grainville.
La Chausse veröffentlichte drei Werke von größerer Bedeutung. Als erstes das Romanum Museum im Jahr 1690, in dem er bis dato unpublizierte Werke aus nicht öffentlich zugänglichen Privatsammlungen sowie aus seiner eigenen Sammlung publizierte. Das Werk (in Folio) erreichte eine größere Verbreitung und wurde 1707 und 1746 erneut herausgegeben und 1706 auch in einer französischen Übersetzung veröffentlicht. Der Großteil der Abbildungen wurde von Johann Georg Graevius umgehend für dessen Thesaurus antiquitatum Romanarum (12 Bände, 1694–1699) weiter verwendet. Als wichtigste Kunstgattung betrachtete La Chausse die Gemmen, deshalb widmete er seiner eigenen Gemmensammlung auch eine eigene, 1700 veröffentlichte, Publikation (Quart) mit 200 Kupferstichen. Die Sammlung bezeugte ein weit gespanntes Interesse La Chausses, doch war eine Vorliebe für Tierbilder und Symbole erkennbar. Als drittes übersetzte er das Buch Le pitture antiche del sepolcro de Nasonii nella Via Flaminia von Giovanni Pietro Bellori und Pietro Santi Bartoli ins Lateinische und erweiterte es zudem noch beträchtlich. Das Buch widmet sich der römischen Wandmalerei, insbesondere dem im Jahr 1674 entdeckten Nasoniergrab an der Via Flaminia. Es war mit Kupferstichen von Francesco Bartoli versehen und erschien erst posthum 1738 in einer großformatigen Folio-Ausgabe. Darüber hinaus verfasste er unter anderen eine numismatische Schrift und berichtete in Briefen von den Resten der 1703 gefundenen Antoninus-Pius-Säule.

## Publikationen (Auswahl)
- Romanum museum sive thesaurus eruditae antiquitatis... Joannis Jacobi Komarek, Rom 1690 (Digitalisat).
  - Michaelis Angeli Causei de la Chausse Romanum Museum Sive Thesaurus Eruditae Antiquitatis. In Quo Gemmae, Idola, Insignia Sacerdotalia, Instrumenta sacrificijs, inservientia, Lucernae, Vasa, Bullae, Armillae, Fibulae, Claves, Annulli, Tesserae, Styli, Strigiles, Gutti, Phialae lacrymatoriae, vota, Signa Militaria, Marmora &c. Francesco Chracas, Rom 1707 (Digitalisat).
  - französische Ausgabe: Le grand cabinet romain ou recueil d’antiquitez romaines, qui consistent en bas-reliefs, statues des dieux et des hommes, instruments sacerdotaux, lampes, urnes, seaux, brasselets, clefs, anneaux, et phioles lacrimales, que l’on trouve à Rome. Honoré & Chastelain, Amsterdam 1706 (Digitalisat).
- Le gemme antiche figurate. Joannis Jacobi Komarek, Rom 1700 (Digitalisat).
  - 2. Auflage:  Raccolta di gemme antiche figurate incisa da Pietro Santi Bartoli ed illustrate da Michelangelo Causeo de la Chausse. Rom 1805 (Digitalisat Band 1, Band 2).
- Aureus Constantini Augusti nummus de urbe, devicto ab exercitu Gallicano Maxentio, liberata explicatus. Francesco Chracas, Rom 1703 (Digitalisat).
- Lettera del signor Michelagnolo de la Chausse indirizzata al signor N.N. in cui si fa parola della colonna, nuovamente trovata in Roma nel Campo Marzo ed eretta gia per l’apoteosi di Antonino Pio. Neapel 1704 (Digitalisat).
- Seconda lettera del signor Michelagnolo de la Chausse indirizzata al signor N.N. circa la colonna dell’apoteosi di Antonino Pio scoperta in Roma nel Campo Marzo, in risposta di alcune osservazioni pubblicate nel Giornale di Trevoux del mese di settembre 1704. Neapel 1705 (Digitalisat).
- Le pitture antiche delle grotte di Roma, e del sepolcro de’ Nasoni. Disegnate, & intagliate alla similitudine degli antichi originali da Pietro Santi Bartoli, e Francesco Bartoli, suo figliuolo, descritte, et illustrate da Gio: Pietro Belleri, e Michelangelo Causei dela Chausse. Rom 1706 (Digitalisat).
  - erweiterte lateinische Ausgabe: Picturae Antiquae Cryptarum Romanarum et Sepulchri Nasonum. Antonio de Rubeis, Rom 1738 (Digitalisat).